# Platyembia tessellata
Platyembia tessellata är en insektsart som beskrevs av Ross 2003. Platyembia tessellata ingår i släktet Platyembia och familjen Anisembiidae. Inga underarter finns listade i Catalogue of Life.